# Federação PRD Solidariedade
A Federação PRD Solidariedade é uma proposta de federação partidária brasileira a ser formada pelos partidos políticos Partido Renovação Democrática (PRD) e Solidariedade.
A formação da Federação foi oficialmente anunciada em 25 de junho de 2025, em seção na Câmara dos Deputados do Brasil.

## História

### Criação da cláusula de barreira e incorporação do PRP pelo Patriota
A partir das eleições gerais de 2018, foi estabelecida a cláusula de barreira progressiva para os partidos políticos do Brasil terem acesso ao fundo partidário e à propaganda eleitoral na televisão e no rádio.
Neste ano, o partido Patriota não superou a cláusula de barreira. Consequentemente, o partido incorporou o Partido Republicano Progressista (PRP), que também não havia alcançado o requisito mínimo necessário para continuar tendo direito a propaganda e fundo partidário.
Com a incorporação, os votos de ambos os partidos foram somados, considerando assim o partido incorporados como partido que superior a cláusula de barreira.

### Criação das federações e o questionamento de sua constitucionalidade pelo PTB
Em razão da rápida redução do número de partidos no Congresso Nacional Brasileiro depois da criação da cláusula de barreira, partidos menores propuseram a criação de federações partidárias.
Em 2021, foi promulgada a Lei 14.208/2021, que criou o instituto.
A constitucionalidade da referida lei foi questionando nada na Ação Direita de Inconstitucionalidade n° 7021, ajuizada pelo PTB. Todavia, no dia 9 de fevereiro de 2022, o Supremo Tribunal Federal julgou improcedente a ação e declarou que a lei era válida e estava de acordo com a Constituição da República Federativa do Brasil.

### Eleições de 2022

#### Formação do PRD
Em 2022, o partido Patriota e o Partido Trabalhista Brasileiro (PTB) não atingiram a cláusula de barreira.
Consequentemente, os partidos se fundiram para formar o PRD. A referida fusão foi homologada pelo Tribunal Superior Eleitoral (TSE) em 9 de novembro de 2023.

#### Incorporação do PROS pelo Solidariedade
Simultaneamente, o Solidariedade e PROS também ficaram abaixo da cláusula de desempenho.
Consequentemente, o último foi incorporado pelo Solidariedade. Em 14 de fevereiro de 2023, o TSE homologou a incorporação e com a soma dos votos conseguiu continuar tendo direito ao fundo partidário e propaganda eleitoral.

### Eleições de 2024
Nas eleições municipais eleições municipais de 2024, o PRD elegeu 77 prefeitos. Esse número corresponde a apenas 28,95% do número de eleitos pelos dois partidos antecessores nas eleições de 2020. Igualmente, correspondeu a apenas 0,95% dos votos nacionais para prefeitos.
O Solidariedade, por sua vez, elegeu apenas 63 prefeitos, o que equivalia naquela ano, a 50,4% da soma dos eleitos em 2020 pelos partido Solidariedade e PROS. Os candidatos do partido ao cargo de prefeito receberam apenas 1,12% dos votos nacional nacionais.

### Formação da federação PRD Solidariedade
Em 2026, a cláusula de barreira exigirá que os partidos tenham 2,5% dos votos nacionais nacionais para as eleições para a Câmara dos Deputados do Brasil, distribuídos em pelo menos 1/3 das unidades da Federação, com no mínimo 1,5% dos votos válidos em cada uma delas ou não elegerem pelo menos 13 Deputados Federais distribuídos em pelo menos 1/3 das unidades da Federação.
Consequentemente, tanto o PRD como o Solidariedade correm o risco de não superar, sozinhos, o requisito necessário para continuarem tendo acesso a propaganda eleitoral e fundo partidário.
Assim, em 23 de junho de 2025, foi noticiado que os dois partidos formariam uma federação, com data prevista para o anúncio oficial em 25 de junho de 2025.
Em 23 de junho de 2025, o partido Solidariedade publicou, em seu site, a notícia da conclusão das negociações para a formação da federação. Foi notificado ainda que a cerimônia de anúncio da federação está programada para 25 de junho de 2025, as 15 horas, no Salão Verde da Câmara dos Deputados do Brasil.
Em 25 de junho de 2025 a formação da federação foi formalmente anunciada ao Congresso Nacional Brasileiro.
A Federação será presidida por Ovasco Resende, o presidente do PRD.

## Organização
A Federação será composta por dois partidos políticos:
| Partido | Partido | Partido       | Presidente       | Deputados federais (2025) | Senadores (2025) | Prefeitos (2025) | Governadores (2025) |
| ------- | ------- | ------------- | ---------------- | ------------------------- | ---------------- | ---------------- | ------------------- |
|         |         | Solidariedade | Eurípedes Júnior | 5 / 513                   | 0 / 81           | 63 / 5 569       | 1 / 27              |
|         |         | PRD           | Ovasco Resende   | 5 / 513                   | 0 / 81           | 77 / 5 569       | 0 / 27              |

### Mandatos relevantes atuais
| Governadores (1) | Governadores (1) | Governadores (1) | Governadores (1) |
| UF               | Governador       | Partido          | Imagem           |
| ---------------- | ---------------- | ---------------- | ---------------- |
| AP               | Clécio Luís      | Solidariedade    |                  |

| Deputados Federais (10) | Deputados Federais (10) | Deputados Federais (10) | Deputados Federais (10) |
| UF                      | Deputado(a)             | Partido                 | Imagem                  |
| ----------------------- | ----------------------- | ----------------------- | ----------------------- |
| GO                      | Magda Mofatto           | PRD                     |                         |
| MA                      | Júnior Marreca Filho    | PRD                     |                         |
| MG                      | Doutor Frederico        | PRD                     |                         |
| MG                      | Fred Costa              | PRD                     |                         |
| MG                      | Pedro Aihara            | PRD                     | -                       |
| MG                      | Weliton Prado           | Solidariedade           |                         |
| MG                      | Zé Silva                | Solidariedade           |                         |
| PE                      | Maria Arraes            | Solidariedade           |                         |
| RJ                      | Áureo Ribeiro           | Solidariedade           |                         |
| SP                      | Paulinho da Força       | Solidariedade           |                         |